# (3764) Holmesacourt
(3764) Holmesacourt es un asteroide perteneciente al cinturón de asteroides, descubierto el 10 de octubre de 1980 por el equipo del Observatorio Perth desde el Observatorio Perth, Bickley, Australia.

## Designación y nombre
Designado provisionalmente como 1980 TL15. Fue nombrado Holmesacourt en honor a Robert Holmes à Court un multimillonario australiano.